# Classification internationale type des professions
Pour les articles homonymes, voir CITP.
La classification internationale type des professions (CITP, ou ISCO, d'après le sigle anglais) est une nomenclature internationale. Elle sert à identifier aussi précisément que possible chaque métier, et sert de correspondance entre les nomenclatures nationales, pour faciliter les comparaisons entre pays.
La CITP est sous la responsabilité de l'Organisation internationale du travail. 
La première édition date de 1958; la quatrième et dernière version en cours, date de 2008.